# Golling an der Erlauf
Golling an der Erlauf är en ort och kommun  i Österrike. Den ligger i distriktet Melk i förbundslandet Niederösterreich, 90 km väster om huvudstaden Wien. Kommunens huvudort är Neuda.
Kommunen består av fyra orter (Ortschaften) (inom parentes invånarantal 1 januari 2024):
- Golling (673)
- Hinterleiten (117)
- Neuda (679)
- Sittenberg (19)